# Кам'янська сільська рада (Ізмаїльський район)
Ка́м'янська сільська́ ра́да — колишня адміністративно-територіальна одиниця та орган місцевого самоврядування в Ізмаїльському районі Одеської області. Адміністративний центр — село Кам'янка.

## Загальні відомості
Кам'янська сільська рада утворена в 1945 році.
- Територія ради: 93,32 км²
- Населення ради: 3 594 особи (станом на 2001 рік)
- Водоймища на території, підпорядкованій даній раді: річка Ташбунари, озеро Котлабух

## Населені пункти
Сільській раді були підпорядковані населені пункти:
- с. Кам'янка
- с. Новокам'янка

## Населення
Згідно з переписом 1989 року населення села становило 3564 особи, з яких 1719 чоловіків та 1845 жінок.
За переписом населення 2001 року в селі мешкали 3592 особи.

### Мова
Розподіл населення за рідною мовою за даними перепису 2001 року:
| Мова       | Відсоток |
| ---------- | -------- |
| болгарська | 75,54 %  |
| російська  | 13,69 %  |
| українська | 7,37 %   |
| молдовська | 2 %      |
| гагаузька  | 0,86 %   |
| білоруська | 0,14 %   |

## Склад ради
Рада складалася з 26 депутатів та голови.
- Голова ради: Лефтеров Іван Олексійович
- Секретар ради: Найденська Світлана Георгіївна

### Керівний склад попередніх скликань
| Прізвище, ім'я, по батькові | Основні відомості                                                 | Дата обрання | Дата звільнення |
| --------------------------- | ----------------------------------------------------------------- | ------------ | --------------- |
| Лефтеров Іван Олексійович   | Сільський голова, 1973 року народження, освіта вища, безпартійний | 26.03.2006   | 31.10.2010      |
| Лефтеров Іван Олексійович   | Сільський голова, 1973 року народження, освіта вища, безпартійний | 31.10.2010   |                 |

Примітка: таблиця складена за даними сайту Верховної Ради України

### Депутати
За результатами місцевих виборів 2010 року депутатами ради стали:

#### За суб'єктами висування
| Суб'єкт висування | Кількість обраних депутатів | %    |
| ----------------- | --------------------------- | ---- |
| Самовисування     | 22                          | 84,6 |
| Народна партія    | 4                           | 15,4 |

#### За округами
| № округу       | Прізвище, ім'я, по батькові    | Дата визнання обраним | Освіта             | Партійна приналежність                        | Відомості про обраного депутата                                                |
| -------------- | ------------------------------ | --------------------- | ------------------ | --------------------------------------------- | ------------------------------------------------------------------------------ |
| Народна Партія |                                |                       |                    |                                               |                                                                                |
| 2              | Крушков Андрій Андрійович      | 03.11.2010            | вища               | позапартійний                                 | будинок культури, директор                                                     |
| 4              | Найденська Софія Федорівна     | 03.11.2010            | середня спеціальна | позапартійна                                  | СК «Еліта», головний бухгалтер                                                 |
| 11             | Крушков Віталій Петрович       | 03.11.2010            | вища               | член Народної партії                          | Кам'янський навчально-виховний комплекс, вчитель                               |
| 21             | Драганова Марія Федорівна      | 03.11.2010            | середня спеціальна | член Народної партії                          | Кам'янська сільська рада, спеціаліст по земельним питанням                     |
| Самовисування  |                                |                       |                    |                                               |                                                                                |
| 1              | Нанкова Марія Василівна        | 03.11.2010            | вища               | позапартійна                                  | Кам'янська амбулаторія, педіатр                                                |
| 3              | Радолов Георгій Михайлович     | 03.11.2010            | вища               | позапартійний                                 | пенсіонер                                                                      |
| 5              | Борчану Степан Миколайович     | 03.11.2010            | середня            | позапартійний                                 | пенсіонер                                                                      |
| 6              | Кальчев Василь Антонович       | 03.11.2010            | середня            | позапартійний                                 | фермерське господарство «Кальчев В. А.», голова                                |
| 7              | Хаджирадєв Іван Степанович     | 03.11.2010            | вища               | позапартійний                                 | пенсіонер                                                                      |
| 8              | Найденська Світлана Георгіївна | 03.11.2010            | вища               | позапартійна                                  | Кам'янська сільська рада, секретар                                             |
| 9              | Войнікова Євгенія Юхимівна     | 03.11.2010            | вища               | позапартійна                                  | дитячий садок «Роднічок», костелянша                                           |
| 10             | Граніч Ілля Васильович         | 03.11.2010            | вища               | позапартійний                                 | пенсіонер                                                                      |
| 12             | Єніш Валерій Миколайович       | 03.11.2010            | середня            | позапартійний                                 | ПО «Хлібопекарня-Кам'янка», пекар                                              |
| 13             | Крушков Сергій Петрович        | 03.11.2010            | вища               | член Всеукраїнського об'єднання «Батьківщина» | СП «Флорина», директор                                                         |
| 14             | Карайванська Ганна Дмитрівна   | 03.11.2010            | вища               | позапартійна                                  | СК «Житниця», гол. бухгалтер                                                   |
| 15             | Мітєва Олена Дмитрівна         | 03.11.2010            | середня            | позапартійна                                  | Кам'янський навчально-виховний комплекс, заст. директора з господарчої частини |
| 16             | Грапчева Олена Михайлівна      | 03.11.2010            | вища               | член Політичної партії «Наша Україна»         | Кам'янська сільська рада, начальник військово-облікового столу                 |
| 17             | Попазов Анатолій Петрович      | 03.11.2010            | вища               | позапартійний                                 | Ізмаїльські електромережі, начальник служби                                    |
| 18             | Крабуля Дмитро Вікторович      | 03.11.2010            | вища               | позапартійний                                 | тимчасово не працює                                                            |
| 19             | Арделян Сергій Миколайович     | 03.11.2010            | вища               | позапартійний                                 | Кам'янська сільська рада, інструктор зі спорту                                 |
| 20             | Драганська Ганна Федорівна     | 03.11.2010            | вища               | позапартійна                                  | Кам'янська сільська рада, головний бухгалтер                                   |
| 22             | Ковальова Тетяна Трифонівна    | 03.11.2010            | вища               | позапартійна                                  | Кам'янський навчально-виховний комплекс, вчитель                               |
| 23             | Фетов Дмитро Дмитрович         | 03.11.2010            | середня            | позапартійний                                 | пенсіонер                                                                      |
| 24             | Дімітров Федір Іванович        | 03.11.2010            | середня            | позапартійний                                 | Ізмаїльське управління газового господарства, слюсар                           |
| 25             | Драганський Віктор Григорович  | 03.11.2010            | вища               | член Партії регіонів                          | СПК «Прогрес-Агро», головний інженер                                           |
| 26             | Мажар Прасковія Дмитрівна      | 03.11.2010            | вища               | позапартійна                                  | Кам'янська сільська рада, с. Новокам'янка, зав. будинком культури              |